# نولان شاستني
نولان شاستني (الاسم العلمي:Nolana chastenayana) هو نوع نباتي يتبع جنس النولان من فصيلة الباذنجانية.